# I Dreamed a Dream (album)
I Dreamed a Dream – debiutancki album szkockiej piosenkarki Susan Boyle. Został wydany 23 listopada 2009 roku przez wytwórnię Syco w Wielkiej Brytanii i 24 listopada 2009 w Stanach Zjednoczonych przez Columbia Records.
Album I Dreamed a Dream stał się najlepiej sprzedającym pre-orderem sieci Amazon.com 4 września 2009 roku, trzy miesiące przed planowanym wydaniem płyty.
Pierwszym singlem promującym album jest „Wild Horses”, utwór grupy The Rolling Stones. Susan Boyle tak tłumaczyła wybór tej piosenki: „How could you help but be drawn in by this haunting theme? It conjures up memories of childhood amongst Council Estates, poverty and struggle in the first verse. Irony and bitterness – One of my personal favourites and an emotional release.”(Jak można nie ulec bardzo osobliwej atmosferze tej piosenki? Ona wywołuje wspomnienia z czasów dzieciństwa pośród Council Estates, biedy i walki, tylko w pierwszym wersie. Ironia i zgorzknienie – jedne z moich ulubionych wyrażeń emocjonalnych.)
Nagrania w Polsce uzyskały status złotej płyty.

## Lista utworów[7]
| 1.  | „Wild Horses” | 4:55  |
|     | - Mick Jagger, Keith Richards – autorzy tekstu i muzyki - The Rolling Stones – wykonanie oryginalne                  |       |
| 2.  | „I Dreamed a Dream”                                                                                                  | 3:11  |
|     | - Claude-Michel Schönberg – muzyka, Alain Boublil i Herbert Kretzmer – tekst - Les Misérables – wykonanie oryginalne |       |
| 3.  | „Cry Me a River” | 2:43  |
|     | - Arthur Hamilton – tekst - Julie London – wykonanie oryginalne                                                      |       |
| 4.  | „How Great Thou Art”                                                                                                 | 3:13  |
|     | - Carl Boberg – tekst - hymn chrześcijański                                                                          |       |
| 5.  | „You'll See” | 4:43  |
|     | - Madonna, David Foster - tekst - Madonna – oryginalny wykonawca                                                     |       |
| 6.  | „Daydream Believer”                                                                                                  | 3:20  |
|     | - John Stewart – tekst - The Monkees – oryginalne wykonanie                                                          |       |
| 7.  | „Up to the Mountain”                                                                                                 | 3:32  |
|     | - Patty Griffin – tekst i org. wykonanie                                                                             |       |
| 8.  | „Amazing Grace” | 3:35  |
|     | - John Newton – tekst                                                                                                |       |
| 9.  | „Who I Was Born to Be”                                                                                               | 4:10  |
|     | |       |
| 10. | „Proud” | 3:22  |
|     | - Steve Mac, Wayne Hector, Andy Hill – tekst - Matthew Thomas (Britannia High) – oryginalne wykonanie                |       |
| 11. | „The End of the World”                                                                                               | 3:16  |
|     | - Arthur Kent, Sylvia Dee – tekst - Skeeter Davis – oryginalne wykonanie                                             |       |
| 12. | „Silent Night” | 3:00  |
|     | - Josef Mohr, Franz Gruber – tekst - kolęda                                                                          |       |
|     | | 43:00 |
|     | |       |

## Osoby współtworzące album
- Produkcja i aranżacja: Steve Mac.
- Inżynierowie dźwięku: Chris Laws & Dann Pursey. Pro Tools: Steve Orchard.
- Realizator dźwięku: Ren Swan. Nagrania odbywały się w Rockstone Studios, Londyn.
- Orkiestra smyczkowa: Zaaranżowana przez Davida Archa. Nagrania odbywały się w Air Studios, Londyn z udziałem Geoffa Fostera, Chrisa Barretts i Steve'a Orcharda.
- Koncertmistrz: Rolf Wilson.
- Chór: LJ Singers prowadzone przez Lawrence Johnson. Chór został nagrany w Sphere Studios & Rockstone Studios.
- Pianino: David Arch i Steve Mac. Organy: David Arch. Wibrafon: Franc Ricotti. Perkusja: Chris Laws
- Gitara: John Parricelli. Gitara basowa: Steve Pearce. Keyboard i syntezator: Steve Mac.